# 던에드워드 페인트
던에드워드 페인트(Dunn Edward paint)는 미국의 페인트 회사이다. 1925년에 설립되었으며, 본부는 로스앤젤레스에 있다. 친환경 페인트로 유명하다.